# Clemens Levert
Clemens Levert (Den Haag, 31 december 1990) is een Nederlands acteur.

## Biografie
Van 1997 tot 2007 volgde Levert een opleiding aan theaterschool Rabarber.

### Film en televisie
Op jonge leeftijd speelde Levert een hoofdrol in de Nederlandse film Don. De film werd geschreven en geregisseerd door Arend Steenbergen. Hierna was Levert onder meer te zien in Sportlets, de politieserie Spoorloos verdwenen, De Daltons en Roes.
Clemens levert speelde in meerdere korte films op het Nederlands Film Festival. Zo speelde hij in 2007 in Los. Hierin speelt hij een hippe puberende jongen van 16 jaar oud die regelmatig uitgaat, stiekem rookt en een groot liefdesgeheim met zich mee draagt. De film won de Talent&Pro Award. Een jaar later speelde hij in de korte film Always hardcore, een film als onderdeel van het "48-hour project" van het Nederlands Film Festival. Levert werd met zijn team driemaal tweede: de jury en het publiek gaven Always hardcore een tweede plek. Levert zelf was ook nog genomineerd in de categorie beste acteur. Ook hier werd hij tweede. Op hetzelfde festival was hij verder te zien in de film Dj Donn-E. Ongeveer op hetzelfde moment speelde hij de stoere Sjonnie in een videoclip van The Opposites.
Na een aantal kleine projecten wist Levert steeds grotere rollen te bemachtigen. Zo speelde hij in 2009 naast Sylvia Hoeks in De storm, een film die zich afspeelt rondom de watersnoodramp van 1953. Daarna speelde hij een gastrol in de series Flikken Maastricht en Seinpost Den Haag.
In het voorjaar van 2013 maakte Levert zijn opwachting in Goede tijden, slechte tijden. Hierin speelt hij Alex en is de klasgenoot van Sjoerd. Tevens ging hij de hele zomer op tournee met The Opposites.

### Theater
Levert stond regelmatig in het theater. Met Jeugdtheaterschool Rabarber deed hij mee in musicals als Ja zuster, nee zuster en Pinokkio. Later was hij ook te zien in Doornroosje in de Efteling, de musical Pietje Bell en bij Mama Mia.

## Filmografie
- 2005 - ZappZomerspelen - Zapp
- 2005 - FilmHit Filmshit
- 2006 - Don - als Don
- 2006 - De avondboot (telefilm) - als Ben
- 2006 - Sportlets (Nickelodeon)
- 2006 - Spoorloos verdwenen - als Jordi Dirkse (afl. De verdwenen journalist)
- 2007 - Los (korte film van Steven Wouterlood) - als Nick
- 2007 - De Daltons - als vriend van Jelle (3 afl.)
- 2008 - Schoonschip (telefilm)
- 2008 - Always hardcore (korte film)
- 2008 - Donn-E (korte film) - als Donnie
- 2008 - Roes (afl. Wie is de lul) - als Gijs
- 2008 - The Opposites, videoclip Sjonnie en Anita - als Sjonnie
- 2009 - Witte vis (korte film) - als de jongen in het toilet
- 2009 - De Storm - als Kadet
- 2009 - Met je mooie haren (korte film van Rutger Veenstra)
- 2011 - Flikken Maastricht (afl. Geript) - als Fiel Hartemink
- 2011 - Seinpost Den Haag - als een van overvallers
- 2011 - Lena - als Kevin
- 2012 - Van God los (afl. Onder dwang) - als Harry
- 2012 - Achter Gesloten Deuren (televisieserie) - rol onbekend
- 2013 - Overspel in de liefde (televisieserie) - rol onbekend
- 2013 - Van God los (seizoen 3, afl. Loverboys) - als Jordy
- 2013 - Goede tijden, slechte tijden - als Alex
- 2014 - Promotiefilmp Bureau Halt (antialcoholcampagne) - hoofdrol
- 2015 - Vechtershart (televisieserie) - 3 afl.
- 2015 - Koningsdag (film)

## Theater
- 2002-2005 - Doornroosje
- 2003 - Pinokkio - als Pinokkio
- 2005-2006 - Ja zuster, nee zuster bij Theaterschool Rabarber
- 2005-2006 - Pietje Bell
- 2006-2007 - Lord of the flies
- Kadans Festival